# Беляева, Антонина Павловна
Антонина Павловна Беляева (1928—2007) — советский и российский учёный в области педагогики, организатор образования, доктор педагогических наук (1975), профессор (1988). Действительный член РАО (1995). Директор ВНИИ профтехобразования (1990—2007).

## Биография
Родилась 24 февраля 1928 года в селе Белышево Ветлужского района Нижегородской области.
С 1948 по 1953 год обучалась в Плодоовощном институте имени  И. В. Мичурина. С 1962 по 1966 год обучалась в аспирантуре Ленинградского государственного педагогического института имени А. И. Герцена. 
С 1953 по 1954 год — преподаватель специальных предметов сельскохозяйственной школы. С 1954 по 1957 год работала в средней общеобразовательной школе в качестве учителя биологии. С 1957 по 1971 год работала в Ленинградской областной станции юных натуралистов и опытников сельского хозяйства в должностях — педагога, методиста и директора этой станции, одновременно преподавала в Ленинградском институте усовершенствования учителей. С 1971 года работала во ВНИИ профтехобразования в должностях: с 1971 по 1972 год — старший научный сотрудник, с 1972 по 1974 год — заведующая лабораторией методологии и содержания профессиональной подготовки, с 1974 по 1976 год — заведующая отделением методологии содержания общеобразовательной и общетехнической подготовки, с 1976 по 1978 год — заведующая отделом методологии и прогнозирования научных исследований, с 1978 по 1990 год — заместитель директора по научной работе и с 1990 по 2007 год — директор этого института.
В 1966 году А. Беляева в ЛГПИ им. А. И. Герцена защитила диссертацию на соискание учёной степени кандидат педагогических наук по теме: «Агробиологические основы содержания, методики и организации опытнической работы учащихся на учебно-опытном участке», в 1975 году — доктор педагогических наук по теме: «Теоретические основы содержания образования в средних профтехучилищах : на примере ведущих рабочих профессий». В 1988 году приказом ВАК ей было присвоено учёное звание профессор. В 1995 году  была избрана действительным членом РАО по Отделению базового профессионального образования.
Антонина Беляева являлась основателем новых направлений в развитии профессиональной педагогики: науковедческого и методологического. Она является автором более трёхсот научных работ, в том числе восемнадцать монографий. Под её руководством и при непосредственном участии было подготовлено восемнадцать докторов и пятьдесят кандидатов наук.
Скончалась 3 марта 2007 года в Санкт-Петербурге на 80-м году жизни.

## Награды
Основной источник:
- Медаль «За трудовую доблесть»
- Медаль Н. К. Крупской
- Медаль К. Д. Ушинского
- Медали ВДНХ две серебряные и две бронзовые